# US Open 1977
Lo US Open 1977 è stata la 97ª edizione dello US Open e quarta prova stagionale dello Slam per il 1977. È stata la terza edizione in cui è stata adottata come superficie la terra verde. Si è disputato dal 29 agosto all'11 settembre al West Side Tennis Club nel quartiere di Forest Hills di New York negli Stati Uniti. 
Il singolare maschile è stato vinto dall'argentino Guillermo Vilas, che si è imposto sullo statunitense Jimmy Connors in quattro set col punteggio di 2–6, 6–3, 7–6(4), 6–0. Il singolare femminile è stato vinto dalla statunitense Chris Evert, che ha battuto in finale l'australiana Wendy Turnbull. Nel doppio maschile si sono imposti Bob Hewitt e Frew McMillan. Nel doppio femminile hanno trionfato Martina Navrátilová e Betty Stöve. Nel doppio misto la vittoria è andata a Betty Stöve, in coppia con Frew McMillan.

## Partecipanti uomini

### Teste di serie
| Nazionalità | Giocatore        | Ranking | Testa di serie |
| ----------- | ---------------- | ------- | -------------- |
| Svezia      | Björn Borg       | 1       | 1              |
| Stati Uniti | Jimmy Connors    | 2       | 2              |
| Stati Uniti | Brian Gottfried  | 3       | 3              |
| Argentina   | Guillermo Vilas  | 4       | 4              |
| Spagna      | Manuel Orantes   | 5       | 5              |
| Messico     | Raúl Ramírez     | 6       | 6              |
| Romania     | Ilie Năstase     | 7       | 7              |
| Stati Uniti | Vitas Gerulaitis | 8       | 8              |
| Stati Uniti | Eddie Dibbs      | 9       | 9              |
| Stati Uniti | Dick Stockton    | 10      | 10             |
| Stati Uniti | Roscoe Tanner    | 11      | 11             |
| Stati Uniti | Harold Solomon   | 12      | 12             |
| Regno Unito | Mark Cox         | 13      | 13             |
| Australia   | Ken Rosewall     | 14      | 14             |
| Polonia     | Wojciech Fibak   | 15      | 15             |
| Stati Uniti | Stan Smith       | 16      | 16             |

### Altri partecipanti
I seguenti giocatori sono passati dalle qualificazioni:

- Mike Fishbach
- Ricardo Ycaza
- Paul Gerken
- Francisco González
- Armistead Neely
- Leo Palin
- Howard Schoenfield
- Roger Guedes
- Tony Giammalva
- Bill Maze
- Jasjit Singh

## Seniors

### Singolare maschile
Guillermo Vilas ha battuto in finale  Jimmy Connors con il punteggio di 2–6, 6–3, 7–6(4), 6–0.
- È stato il 2º titolo del Grande Slam per Vilas e il suo 1º (e unico) US Open.

### Singolare femminile
Chris Evert ha battuto in finale  Wendy Turnbull con il punteggio di 7–6, 6–2.
- È stato il 7º titolo del Grande Slam Chris Evert, il suo 3º US Open consecutivo.

### Doppio maschile
Bob Hewitt /  Frew McMillan hanno battuto in finale  Brian Gottfried /  Raúl Ramírez con il punteggio di 6–4, 6–0.

### Doppio femminile
Martina Navrátilová /  Betty Stöve hanno battuto in finale  Renée Richards /  Betty-Ann Stuart con il punteggio di 6–1, 7–6.

### Doppio misto
Betty Stöve /  Frew McMillan hanno battuto in finale  Billie Jean King /  Vitas Gerulaitis con il punteggio di 6–2, 3–6, 6–3.

## Juniors

### Singolare ragazzi
Van Winitsky ha battuto in finale  Eliot Teltscher con il punteggio di 6–4, 6–4.

### Singolare ragazze
Claudia Casablanca ha battuto in finale  Lea Antonoplis con il punteggio di 6–3, 2–6, 6–2.

### Doppio ragazzi
Torneo iniziato nel 1982

### Girls' doubles
Torneo iniziato nel 1982